# Херман, Дэвид
В Википедии есть статьи о других людях с таким именем и фамилией: см. Херман, Дэвид (значения).
Дэ́вид Хе́рман (англ. David Herman; род. 20 апреля 1977, Крайова) — американский актёр озвучивания, комик. Наиболее известен зрителю исполнением разнообразных ролей в скетч-шоу «Безумное телевидение» (1995—1998), разных ролей в мультсериале «Царь горы» (1997—2010), роли Майкла Болтона в фильме «Офисное пространство» (1999), разных ролей в мультсериале «Футурама» (1999—2013), разных ролей в мультсериале «Закусочная Боба» (2011 — н. в.) В основном сотрудничает с режиссёром и продюсером Майком Джаджем.

## Биография
Дэвид Херман родился 20 февраля 1967 года в Нью-Йорке (США) в еврейской семье. Рос в квартале Вашингтон-Хайтс на Манхэттене. В 1987 году окончил старшую школу Фьорелло Ла Гуардии, затем — Перчейз-колледж.
В 1989 году появился в небольших ролях в двух кинофильмах, но регулярно начал сниматься лишь с 1995 года. В 1997 году впервые попробовал себя как актёр озвучивания, и с тех пор это стало основным его актёрским ремеслом. В 1995 году Херман подписал контракт с телесетью Fox Broadcasting Company и на протяжении трёх лет сыграл десятки ролей в скетч-шоу «Безумное телевидение». Потом он решил заняться другими проектами, но корпорация отказалась отпускать его, считая очень ценным актёром для этого проекта. Чтобы быть уволенным, Херман начал выкрикивать свой текст во время «вычитки», мешая работе актёрского состава.
В 2012—2014 годах Херман пять раз становился обладателем премии Behind the Voice Actors Award.

## Избранная фильмография

### Озвучивание на широком экране и «сразу-на-видео»
- 2005 — Аферисты: Дик и Джейн развлекаются / Fun with Dick and Jane — разгневанный абонент
- 2007 — Би Муви: Медовый заговор / Bee Movie — Базз / Боб Бамбл / пилот
- 2007 — Футурама: Большой куш Бендера / Futurama: Bender’s Big Score — второстепенные персонажи
- 2008 — Футурама: Зверь с миллиардом спин / Futurama: The Beast with a Billion Backs — второстепенные персонажи
- 2008 — Футурама: Игра Бендера / Futurama: Bender’s Game — второстепенные персонажи
- 2009 — Футурама: В дикие зелёные дали / Futurama: Into the Wild Green Yonder — второстепенные персонажи
- 2013 — Майло[англ.] / Bad Milo! — Ральф
- 2019 — Скуби-Ду: Возвращение на Остров зомби[англ.] / Scooby-Doo! Return to Zombie Island — Джек / шериф

### Озвучивание на телевидении
- 1997—2010 — Царь горы / King of the Hill — второстепенные персонажи (в 153 эпизодах)
- 1999 — Олайв[англ.] / Olive, the Other Reindeer — эльф-стражник в лачуге
- 1999—2013 — Футурама / Futurama — второстепенные персонажи (в 107 эпизодах)
- 2001—2003 — Захватчик Зим / Invader Zim — разные персонажи (в 7 эпизодах[англ.])
- 2004—2005 — Отец прайда / Father of the Pride — Рой Хорн (в 14 эпизодах)
- 2006—2007, 2011, 2017, 2019 — Американский папаша! / American Dad! — второстепенные персонажи (в 7 эпизодах)
- 2007—2009 — Шоу пьяной вороны[англ.] / The Drinky Crow Show — дядя Гэбби, обезьяна / капитан Маак (в 11 эпизодах)
- 2008 — Моральный Орел[англ.] / Moral Orel — разные персонажи[англ.] (в 6 эпизодах[англ.])
- 2009 — Семейка Гудов[англ.] / The Goode Family — разные персонажи (в 13 эпизодах)
- 2011 — Бивис и Баттхед / Beavis and Butt-Head — разные персонажи (в 4 эпизодах)
- 2011 — н. в. — Закусочная Боба / Bob’s Burgers — разные персонажи[англ.] (в 104 эпизодах)
- 2012 — Гриффины / Family Guy — Дэвид Стратерн (в эпизоде Tom Tucker: The Man and His Dream)
- 2012—2015 — Бриклберри / Brickleberry — Стив Уильямс, смотритель парка (в 36 эпизодах)
- 2014 — Симпсоны / The Simpsons — Скраффи (в эпизоде Simpsorama)
- 2014—2016 — ТрипТанк / TripTank — разные персонажи (в 12 эпизодах)
- 2017 — Время приключений / Adventure Time — Рэнди / второстепенные персонажи (в эпизоде Ring of Fire)
- 2017—2019 — Окей, Кей О! Будем героями[англ.] / OK K.O.! Let’s Be Heroes — разные персонажи[англ.] (в 55 эпизодах[англ.])
- 2018 — н. в. — Разочарование / Disenchantment — разные персонажи (в 20 эпизодах)
- 2019 — Скуби-Ду и проклятие тринадцатого призрака[англ.] / Scooby-Doo! and the Curse of the 13th Ghost — шериф

### Озвучивание игр и веб-сериалов
- 2001 — Jak and Daxter: The Precursor Legacy — Богги Билли / Скульптор
- 2003 — Futurama — второстепенные персонажи
- 2003 — Jak II — Эрол / агент / стражники
- 2004 — Jak 3 — Эррол / граждане
- 2005 — Jak X: Combat Racing — Рейзер / Ксимон / бандиты
- 2006 — Daxter — разные персонажи
- 2017 — Futurama: Worlds of Tomorrow[англ.] — второстепенные персонажи
- 2018 — OK K.O.! Let's Play Heroes[англ.] — мистер Гэр / Брэндон
- 2018 — Полиция Парадайза[англ.] / Paradise PD — Кевин Кроуфорд, офицер полиции (в 10 эпизодах)

### Роли «вживую»
- 1989 — Заблудшие ангелы / Lost Angels — Карло
- 1989 — Рождённый четвёртого июля / Born on the Fourth of July — пациент
- 1995—1998 — Безумное телевидение[англ.]* / Mad TV — разные персонажи[2] (в 50 выпусках[англ.])
- 1999 — Офисное пространство / Office Space — Майкл Болтон[3]
- 2000 — Ангел / Angel — Дэвид Нэббит (в 3 эпизодах)
- 2000 — Ну очень страшное кино / Shriek If You Know What I Did Last Friday the 13th — мистер Лоуэлл
- 2000 — Где моя тачка, чувак? / Dude, Where’s My Car? — Нельсон
- 2004 — 24 часа / 24 — Дальтон Фюррель (в 2 эпизодах)
- 2004 — Основа для жизни[англ.] / Grounded for Life — разные роли (в 2 эпизодах[англ.])
- 2005 — Бей и кричи[англ.] / Kicking & Screaming — рефери
- 2006 — Идиократия / Idiocracy — статс-секретарь
- 2016 — Всё к лучшему / Better Things — Ричард (в эпизоде Sam/Pilot)
- 2017 — Настоящий детектив / True Detective — Боб Хоул (в эпизоде Blood Brothers)